# Gran Circo Teatro
«Gran Circo Teatro» es una compañía de teatro, en funcionamiento desde fines de los años 1980 en Chile. Fue fundada y dirigida por Andrés Pérez, y es considerada «el más popular conjunto teatral de las últimas décadas».

## Historia

### Primeros años (1988-1992)

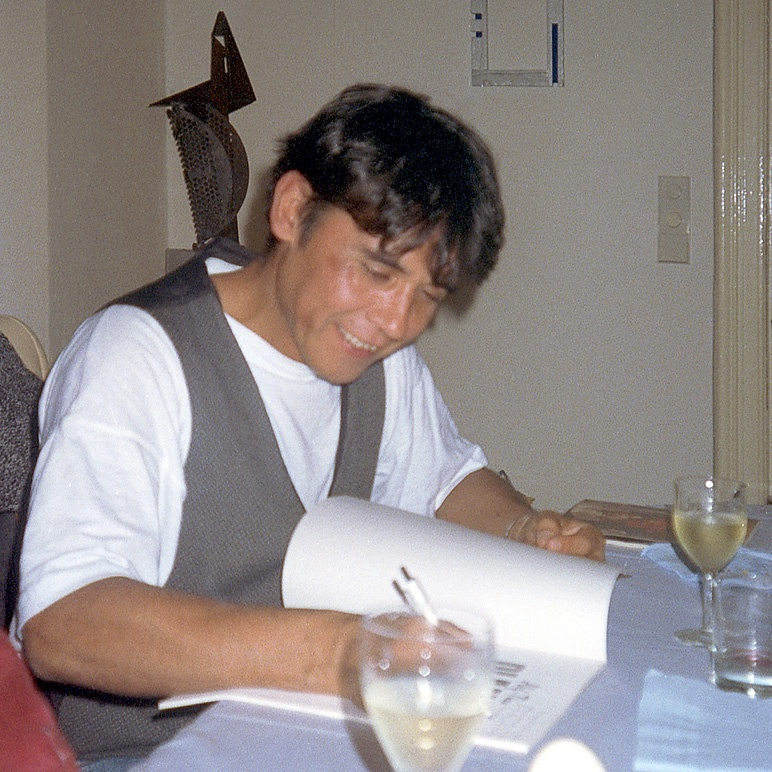
Andrés Pérez, fundador y director del Gran Circo Teatro.

La compañía se formó en 1988, en un galpón de Independencia, Santiago de Chile fruto del montaje de «La Negra Ester». Su nombre ganó popularidad a causa del éxito de dicha obra, que la llevó a ser exhibida por la compañía en Europa y Canadá y se incorporó al título de la segunda producción del grupo: «El Gran Circo Teatro de Chile, época 70: Allende», estrenada en 1990. Inicialmente se constituyó como una cooperativa, pero en 1991 adoptó la forma de una corporación cultural, a fin de gestionar con mayor celeridad eventuales aportes de privados.
No obstante la celebridad alcanzada con las giras internacionales y el reconocimiento que le valieron las versiones de «Noche de reyes», «Ricardo II» (ambas de William Shakespeare) y «Popol Vuh», la compañía anunció su disolución en 1992 a causa de problemas económicos. El proceso de separación se postergó por varios meses, hasta que Pérez se estableció en Europa y algunos de los miembros originales del colectivo continuaron con las últimas funciones de «Popol Vuh».

### Retorno de Andrés Pérez y reactivación de la compañía (1994-2001)
Andrés Pérez regresó a fines de 1994 para dirigir «El desquite», de Roberto Parra, con exmiembros del grupo. Desde entonces alternó entre proyectos independientes -incluso óperas- y montajes junto a la renovada compañía Gran Circo Teatro, integrada por actores egresados de distintas escuelas, junto a algunos miembros de la primera etapa, como Rosa Ramírez.
El espíritu originario se recuperó en torno a la puesta en escena de «Nemesio Pelao, ¿qué es lo que te ha pasao?», de Cristián Soto, en 1999. La obra marcó la celebración de los diez años del grupo y completó lo que entonces Pérez denominó la tetralogía de la identidad chilena, junto a «La Negra Ester», «Época 70: Allende» y «La consagración de la pobreza» (esta última, de Alfonso Alcalde).
El director continuó trabajando con los nuevos integrantes en sucesivos remontajes de «La Negra Ester» y de otros espectáculos, como la versión callejera de «El principito» (con el nombre «Visitando al Principito»).
En 2001, Andrés Pérez consiguió que el Ministerio de Bienes Nacionales cediera un terreno para que la compañía se estableciera y llevara a cabo su trabajo teatral. Al espacio se le denominó Bodegas Teatrales de Matucana 100. Sin embargo, la oficialización de la entrega del espacio no alcanzó a realizarse. La compañía fue desalojada del espacio, lo que generó una fuerte polémica. En respuesta al desalojo, la compañía realizó una performance en la que Andrés Pérez se colgaba de una horca, y varios cuerpos eran arrastrados en carros como cadáveres.
Los miembros originales del grupo se reunieron en escena por última vez a fines de 2001 para remontar «La Negra Ester» en el cerro Santa Lucía, con fines de beneficencia para el propio Andrés Pérez. 

### Actualidad

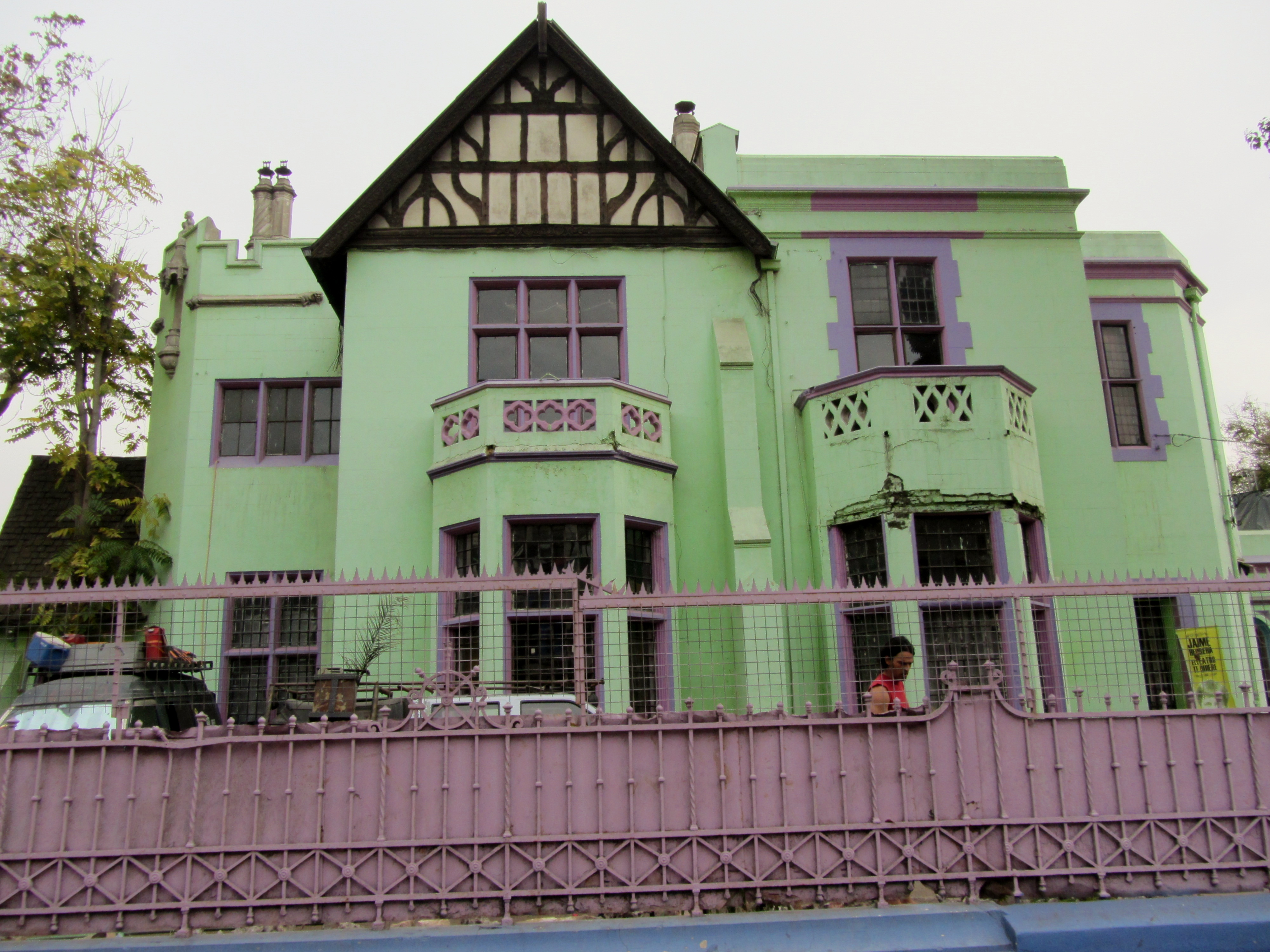
Casona de Av. República 301, en Santiago, sede de la Fundación Andrés Pérez Araya y el Centro Cultural Gran Circo Teatro.

Tras el fallecimiento de Andrés Pérez el 3 de enero de 2002, la compañía pasó a ser dirigida por su viuda e integrante original de la compañía, Rosa Ramírez. Durante ese año, el grupo creó la obra de teatro callejero «Estanislao Lao: héroe nacional», en la carpa-teatro de la compañía ubicada en avenida Vicuña Mackenna (en los terrenos donde hoy se emplaza el Museo Violeta Parra), la que fue estrenada al cumplirse un año del fallecimiento de Pérez en un carnaval teatral organizado por la compañía. Algunos de los montajes posteriormente presentados por Gran Circo Teatro incluyen «Ajo, eso no hay que decirlo», «Todos saben quién fue, o las cosas que le hicieron», «La larga travesía de José y María», «Delirios del alcalde», «De sirenas y rameras» y «¿Por qué?»
La compañía administra un centro cultural homónimo, en el barrio República de Santiago, donde llevan a cabo talleres, funciones y muestras teatrales.

## Estilo teatral
En su forma de trabajar, el colectivo reproduce buena parte de las técnicas y métodos aprendidos por el director teatral Andrés Pérez durante su residencia en Francia junto al Théâtre du Soleil, en especial el proceso de puesta en escena en que los actores ensayaban todos los personajes hasta poco antes del estreno.
El grupo se ha caracterizado por la recuperación o habilitación de nuevos espacios para el teatro (como la terraza Caupolicán del cerro Santa Lucía, el Parque Forestal y el Teatro Esmeralda), la autogestión económica, la producción de espectáculos de larga duración (de dos y hasta tres horas), el espíritu solidario entre sus integrantes, el tono festivo de la mayor parte de sus montajes y una profunda vocación popular, orientada a llevar el teatro a públicos no familiarizados con los espectáculos de sala. Así lo recalcaba el director Andrés Pérez a pocos meses de formar el grupo: "El eje de nuestro trabajo es lo popular".
De acuerdo a este espíritu, las obras que Andrés Pérez llevó al escenario junto a su compañía, presentan denominadores comunes en lo temático: hablan de mundos marginales, de pobreza y prostitución, territorios endurecidos que, paradojalmente, son cruzados por la profunda humanidad de sus personajes y su ingenuidad, protagonistas de crónicas de la vida diaria, la mayoría con procedencia social a medio camino entre lo urbano y lo campesino.

## Integrantes
La compañía ha estado formada por actores, diseñadores, músicos y productores. El listado incluye, entre otros, a los siguientes artistas:
- Rosa Ramírez
- Boris Quercia
- María Izquierdo
- Ximena Rivas
- María José Núñez
- Pachi Torreblanca
- Willy Semler
- Roxana Campos
- Horacio Videla
- Aldo Parodi
- Rodolfo Pulgar
- Cuti Aste
- Daniel Palma
- Mauricio González
- Iván Álvarez de Araya

## Premios y reconocimientos
Durante su trayectoria, la compañía ha sido galardonada con, entre otros, los siguientes premios y reconocimientos:
- Premio APES (1989) a mejor actriz (Rosa Ramírez), mejor actor y revelación del año (Boris Quercia), mejor montaje («La Negra Ester»), y mejor dirección teatral (Andrés Pérez).
- Premio de los Críticos de Santiago (1989), por «La Negra Ester».
- Laurel de Oro del diario La Cuarta (1990),  por «La Negra Ester».
- Premio de los Críticos de Valparaíso (1990), por «La Negra Ester».
- Premio Ollantay (España, 1990), mención Nuevos Aportes Latinoamericanos, por «La Negra Ester».
- Premio «Participante Destacado» del XIX Festival Internacional Cervantino (México, 1991), por «La Negra Ester».
- Premio de los Críticos de Santiago a la mejor dirección (1995), a Andrés Pérez por «La consagración de la pobreza» y «El desquite».
- Premio Villanueva (Cuba, 1999), mejor visita teatral del año, por «La Negra Ester».
- Premio Altazor a la mejor dirección teatral (2002) a Andrés Pérez, por «La huida».